# Trafaria
Trafaria is een plaats (freguesia) in de Portugese gemeente Almada en telt 5 946 inwoners (2001).

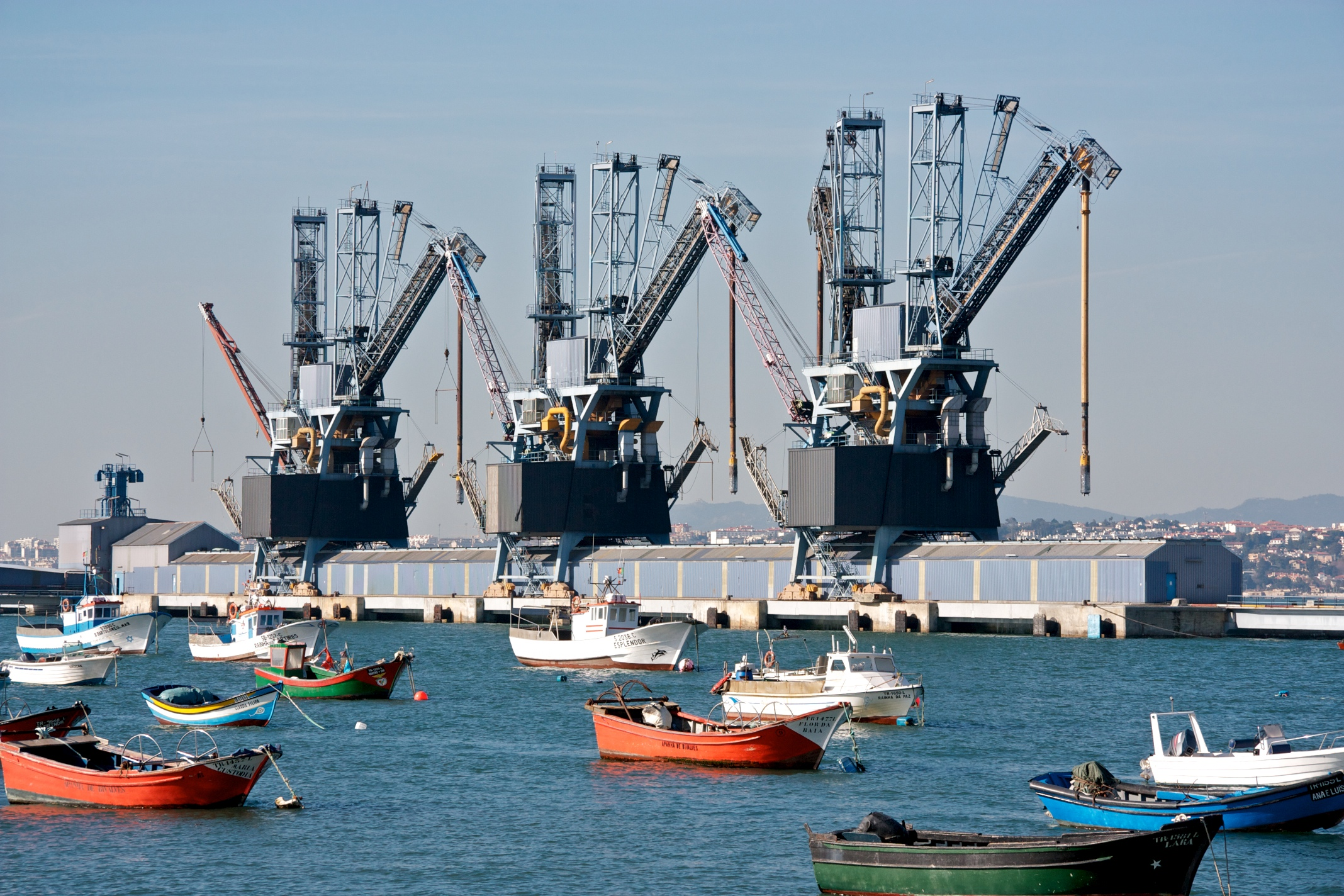
Haven van Trafaria
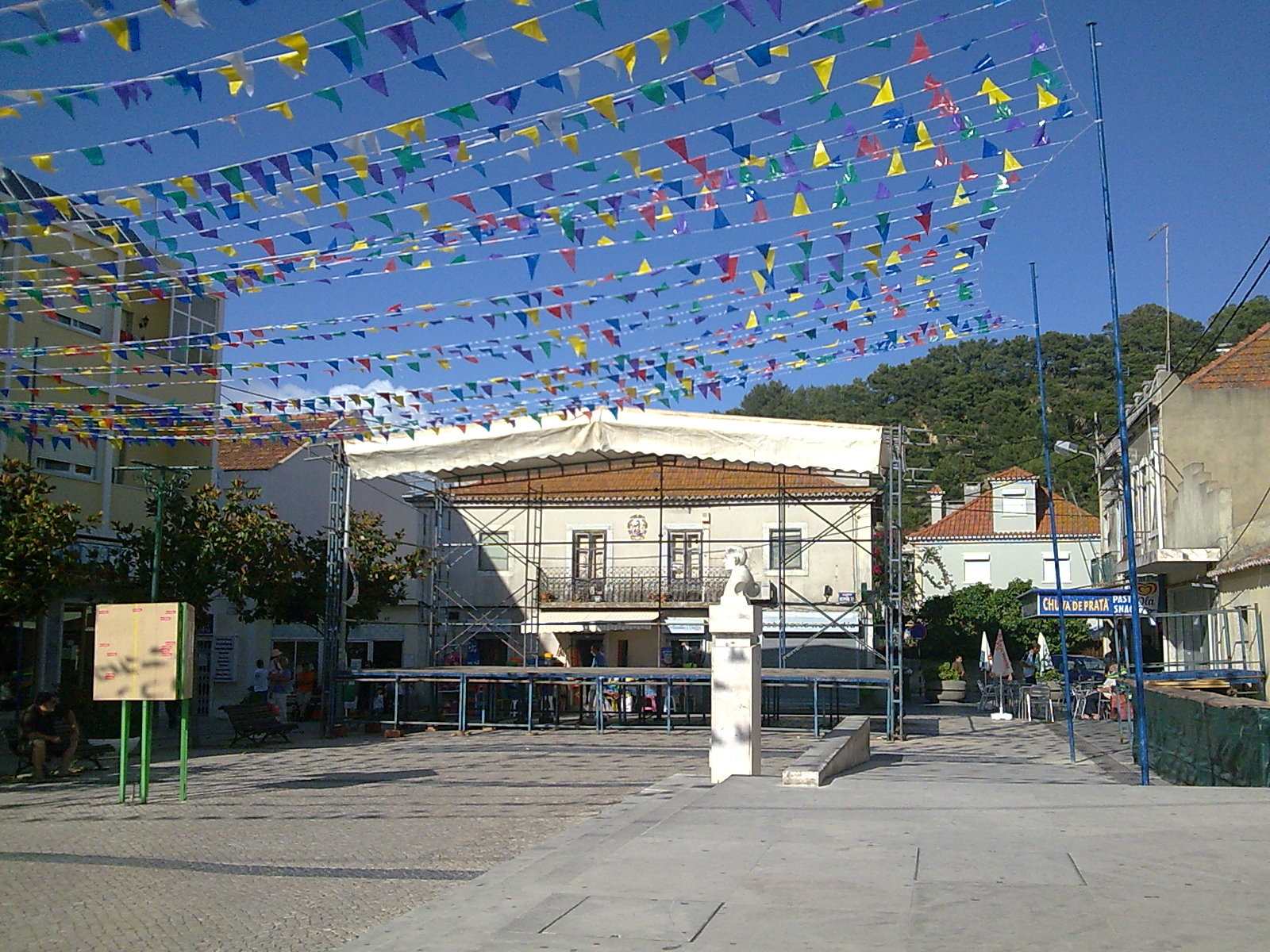
Feest van San Pedro in Trafaria